# Joni Nyman
Joni Nyman, född den 5 september 1962 i Björneborg, Finland, är en finsk boxare som tog OS-brons i welterviktsboxning 1984 i Los Angeles. I semifinalen förlorade Nyman mot An Young-Su från Sydkorea med 2-3.